# The Visitors
Az 1981-es The Visitors az ABBA nyolcadik, egyben utolsó nagylemeze. Szerepel az 1001 lemez, amit hallanod kell, mielőtt meghalsz című könyvben. Ez az album volt a világon az első, amely megjelent CD formátumban is, 1982-ben.
Az ABBA zenekar pályaképe a nyolcvanas évek elejétől váratlan fordulatot vett; az ekkor született dalok sokkal személyesebbé váltak, mint az 1970-es években megjelentek, az új hullám zenei megoldásai, a szintetizátor mint hangszer előretörései, az elektronikus hangszeri megoldások termékenyítették meg az új szerzeményeket.
A Super Trouper 1980-as megjelenése és sikere után a csapat két férfi tagja, Benny és Björn már az év elejétől kezdve dolgozik az új lemezen, mely majd az együttes legizgalmasabb anyaga lesz; Két és fél évvel az esküvő után Benny és Frida is elválik, a tagok másfelé is kacsintgatnak; Frida a szólólemezét tervezi, Agnetha a lányával, Lindával karácsonyi lemezt vesz fel, illetve a két szerző musicalírást tervezget, sokat úgy látják, a zenekarnak hamarosan vége, ez derül ki az év során megjelent nyilatkozatokból is, azonban ez még az év elején abszolút nem érezhető, de megváltozott a tagok egymáshoz viszonyulása, hideg, izgalmas hangulat jellemzi a stúdiómunkát, amely március elején kezdődik el a stockholmi Polar Music stúdióban.
Az első három dal, melyet rögzítenek, a When All Is Said and Done, amelyet Frida és Benny válása ihletett meg, az akusztikus gitárok mellett, mely a ,,klasszikus ABBA" sajátosságait hordozza magában, jól kimunkált basszusgitár-játék és szintetizátorfutamok is hallhatóak csipetnyi elektronikával fűszerezve; Frida talán legjobb felvétele ez a dal.
A Slipping Through My Fingers a zenekar talán legszebb balladája, Agnetha énekli, az elvesztegetett időről, a szülő-gyermek kapcsolatáról szól.
A harmadik, korai alkotás Two For Price Of One előadója Björn, aki a társadalom és ember problémáját feszegeti ebben az, új hullámos, és musical-es hatásokat mutató dalban.
Az év további részében a Dick Cavett Showban lépnek fel utoljára élőben, két új dalt bemutatva, majd szeptemberben folytatódnak a stúdiómunkák, a klasszikus ABBA-hatás csak a később kislemezként megjelent One of Us-ban hallható, amely a csapat utolsó nagy sikere. Az új hullámos megoldások mellett hallhatunk itt mandolinokat és harmóniumot.
Az I Let The Music Speak viszont előrevetíti a két évvel későbbi Chess repertoárját, fuvola és klarinét hallható Frida hangja mellett.
A zenekar új hatásai főleg a címadó The Visitors-ban jelennek meg, mely szinte teljesen a szintetizátorra és a torzított vokálra épül, a dal témája az akkori Szovjetunió disszidensei, a szocializmustól való félelem.
A Soldiers hasonló hangszerelése, markáns gitárfutamokkal és Agnetha vokáljával talán a lemez legjobb dala, a hidegháborútól való félelemről szól.
Az eredeti albumot a hangulatos Like An Angel Passing Through My Room zárja, amelyben Frida hangján, metronómon és szintetizátoron kívül más nem szól, ezzel a dallal kísérleteztek hónapokat, mígnem eljutottak ehhez a csupasz, hideg hangszereléshez, mely az album borítóját is megihlette.
A Head over Heels volt a második kislemez, de tangós hangszerelésével, ritmusával nem volt elég erős, hogy a listák felsőbb régiójába kerüljön. A dal egy nőről szól aki hanyatt-homlok csak a pénzzel tőrődik és csak vásárolgat.
Az album remaszterelt kiadásában további négy bónuszdal kapott helyet amik, a Should I Laugh Or Cry, amely korábban a One of Us kislemez B-oldalán jelent meg először, a The Day Before You Came, és az Under Attack, ami a zenekar utolsó két kislemeze volt valamint a Cassandra.
A lemez egy érett csapatot mutat be, komoly, elgondolkodtató szövegekkel, emberi és társadalmi kérdésekre keresi a megoldást.

## Az album dalai
| 1. | The Visitors (Crackin’ Up) | Benny Andersson, Björn Ulvaeus | 5:49 |
| 2. | Head over Heels            | Andersson, Ulvaeus             | 3:45 |
| 3. | When All Is Said And Done  | Andersson, Ulvaeus             | 3:20 |
| 4. | Soldiers                   | Andersson, Ulvaeus             | 4:38 |

| 1. | I Let The Music Speak                 | Andersson, Ulvaeus | 5:20 |
| 2. | One Of Us                             | Andersson, Ulvaeus | 3:55 |
| 3. | Two For The Price Of One              | Andersson, Ulvaeus | 3:36 |
| 4. | Slipping Through My Fingers           | Andersson, Ulvaeus | 3:51 |
| 5. | Like An Angel Passing Through My Room | Andersson, Ulvaeus | 3:25 |

## Videóklipek az albumról
1. One Of Us
2. Head over Heels
3. When All Is Said And Done
4. The Day Before You Came
5. Under Attack

## Slágerlista
| Slágerlista                            | Helyezés |
| -------------------------------------- | -------- |
| Australian Kent Music Report           | 22       |
| Austrian Albums Chart                  | 3        |
| Canadian RPM Albums Chart              | 18       |
| Dutch Mega Albums Chart                | 1        |
| French SNEP Albums Chart               | 17       |
| Italian Albums Chart                   | 23       |
| Japanese Oricon LP Chart               | 12       |
| New Zealand Albums Chart               | 19       |
| Norwegian VG-lista Albums Chart        | 1        |
| Swedish Albums Chart                   | 1        |
| UK Albums Chart                        | 1        |
| U.S. Billboard 200                     | 29       |
| West German Media Control Albums Chart | 1        |

| Slágerlista                       | Helyezés |
| --------------------------------- | -------- |
| Austrian Albums Chart             | 25       |
| Belgian Albums Chart (Flanders)   | 185      |
| Dutch Albums Chart                | 55       |
| German Media Control Albums Chart | 75       |
| Swedish Albums Chart              | 18       |
| Swiss Albums Chart                | 93       |
| UK Albums Chart                   | 62       |

| Slágerlista (1981)    | Helyezés |
| --------------------- | -------- |
| UK Albums Chart       | 17       |
| Slágerlista (1982)    | Helyezés |
| French Albums Chart   | 94       |
| Canadian Albums Chart | 73       |
| Austrian Albums Chart | 14       |
| Italian Albums Chart  | 81       |
| UK Albums Chart       | 50       |

## Közreműködők

### ABBA
- Benny Andersson – szintetizátor, billentyűk, ének, háttérvokál
- Agnetha Fältskog – ének, háttérvokál
- Anni-Frid Lyngstad – ének, háttérvokál
- Björn Ulvaeus – akusztikus gitár, gitár, ének, mandolin, háttérvokál

### További zenészek
- Ola Brunkert – dob
- Rutger Gunnarsson – basszusgitár
- Janne Kling – fuvola, klarinét
- Per Lindvall – dob a Soldiers és The Visitors dalokon
- Åke Sundqvist – ütőhangszerek
- The Three Boys (Rutger Gunnarsson, Björn Ulvaeus, Lasse Wellander) – mandolin
- Lasse Wellander – akusztikus és elektromos gitár

## Érdekesség
Ez volt az első album a világon, ami megjelent CD-n, 1982-ben.
Betiltották a Szovjetunióban.